# Schafisheim
Schafisheim is een gemeente en plaats in het Zwitserse kanton Aargau en maakt deel uit van het district Lenzburg.
Schafisheim telt 2.865 inwoners.